# Netovice
Netovice jsou malá vesnice a část města Slaný v okrese Kladno ve Středočeském kraji. Od Slaného jsou Netovice vzdáleny asi dva kilometry jižním směrem.
Netovice se rozkládají v mělkém údolí, které se od Těhule sklání východním směrem ke Knovízi. Od města Slaného na severní straně je odděluje ploché návrší Na Rovinách, na němž se nachází letiště Slaný. Z jižní strany Netovice míjí dálnice D7. Vesnicí prochází jediná silnice, která ji spojuje se Slaným na severu a s mimoúrovňovou křižovatkou Slaný-jih na východě (tzn. obcemi Knovíz a Jemníky).

## Název
Dnes užívaný název vesnice je vlastně zkráceninou někdejšího tvaru Nedětovice, užívaného až do 17. století (1227 Nedetovicih, 1623 Nedietowicze, 1845 německy Nettowitz, česky Netovice). Název pravděpodobně pochází od osobního jména Děta, domácké podoby jména Dětřich.

## Historie
Archeologické nálezy kostrových i žárových pohřbů, učiněné v 19. století, dokládají pravěké osídlení netovického katastrálního území. První písemná zmínka o vesnici pochází z roku 1227. V předhusitském období byly netovickou vrchností církevní instituce: Polovina Netovic se uvádí v majetku břevnovského kláštera a kolem roku 1227 polovina v držení kláštera svatojiřského. Snad někdy za husitských válek vesnice přešla do majetku královského města Slaného (písemně doloženo od časů krále Jiřího). Za účast v prvním stavovském odboji král Ferdinand I. roku 1547 Slánským Netovice, spolu s dalším zbožím, na čas zkonfiskoval, ale roku 1562 navrátil. Znovu bylo město Slaný postiženo konfiskacemi po bělohorské porážce dalšího stavovského povstání. V roce 1623 tak Netovice, spolu s vesnicemi Želenice a Lotouš za necelých šestnáct tisíc kop míšeňských grošů zakoupil Jaroslav Bořita z Martinic ke svému smečenskému panství. V držení hrabat z Martinic (později Clam-Martinic) Netovice setrvaly až do zrušení patrimoniální správy.

## Obyvatelstvo
| Rok            | 1869 | 1880 | 1890 | 1900 | 1910 | 1921 | 1930 | 1950 | 1961 | 1970 | 1980 | 1991 | 2001 | 2011 | 2021 |
| -------------- | ---- | ---- | ---- | ---- | ---- | ---- | ---- | ---- | ---- | ---- | ---- | ---- | ---- | ---- | ---- |
| Počet obyvatel | 91   | 144  | 117  | 133  | 160  | 152  | 151  | 82   | 84   | 54   | 52   | 25   | 10   | 39   | 77   |
| Počet domů     | 12   | 12   | 12   | 15   | 16   | 16   | 21   | 23   | 20   | 16   | 16   | 18   | 17   | 20   | 33   |

## Obecní správa
Při sčítání lidu v letech 1850–1920 Netovice byly osadou obce Jemníky v okrese Slaný. V letech 1921–1964 byly samostatnou obcí, se kterým patřily nejprve do okresu Slaný, ale od roku 1960 v okrese Kladno. Od 14. června 1964 jsou částí města Slaný v okrese Kladno.

## Galerie

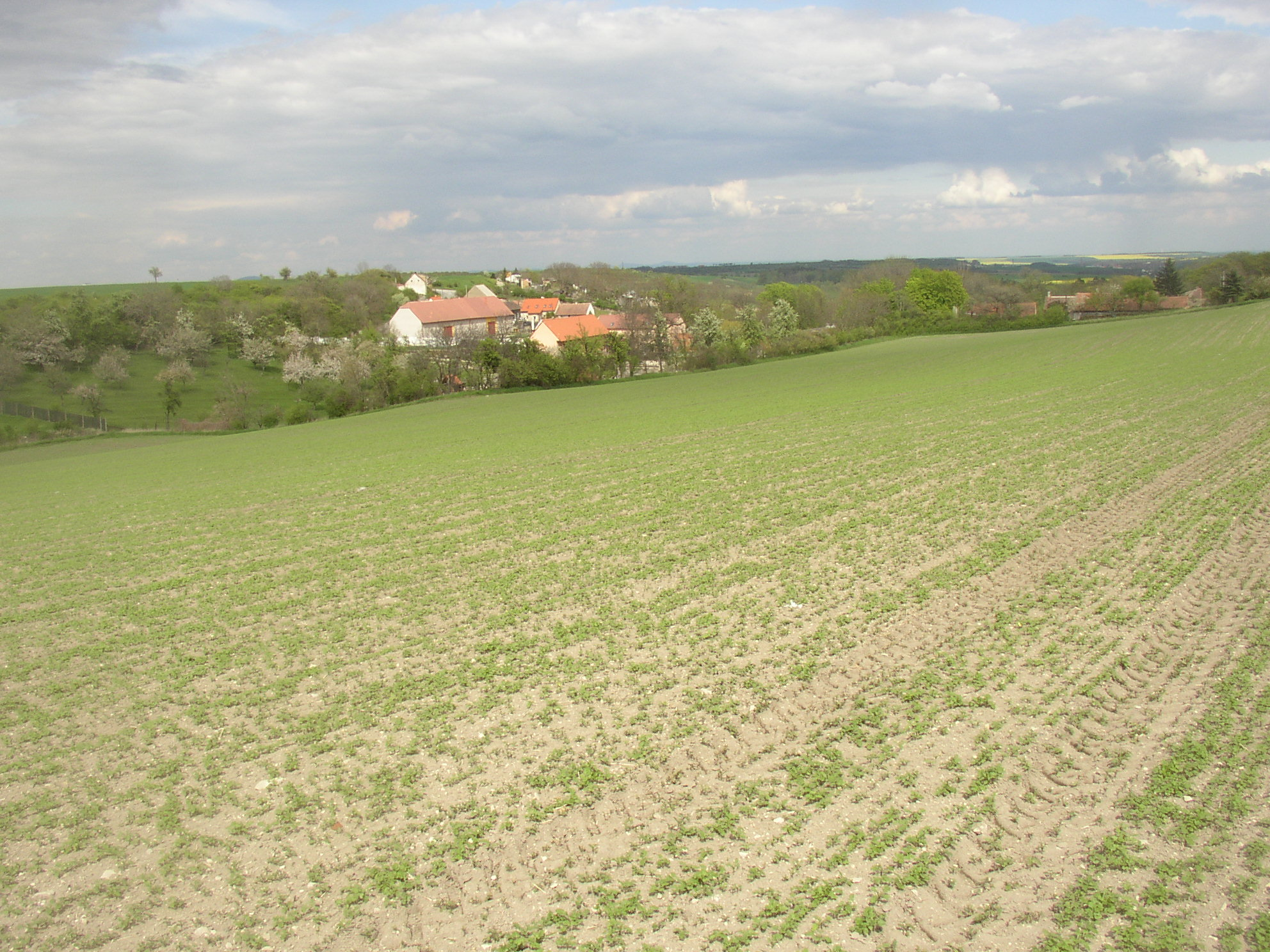
Netovice od jihozápadu
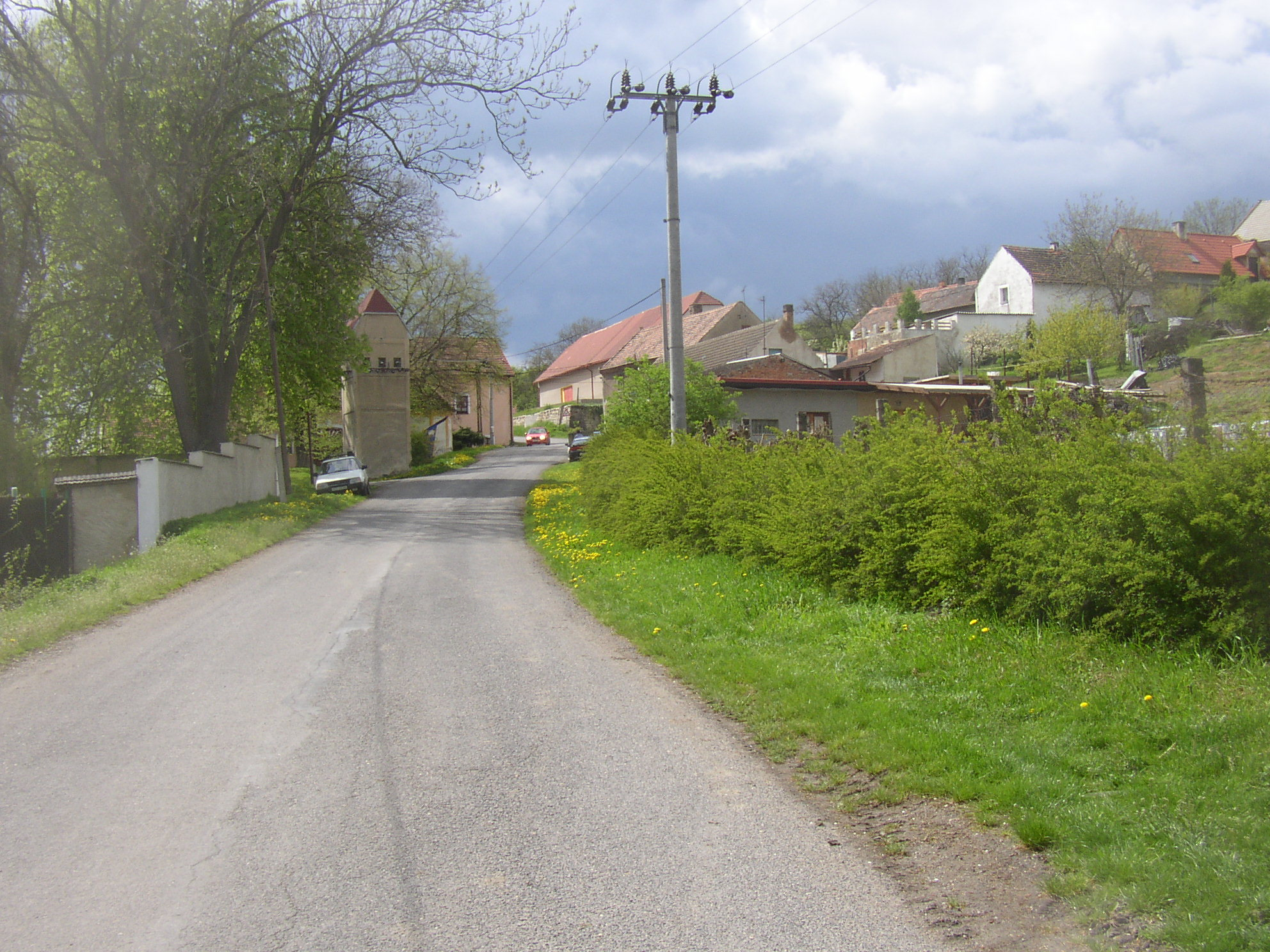
Příjezd do Netovic od východu
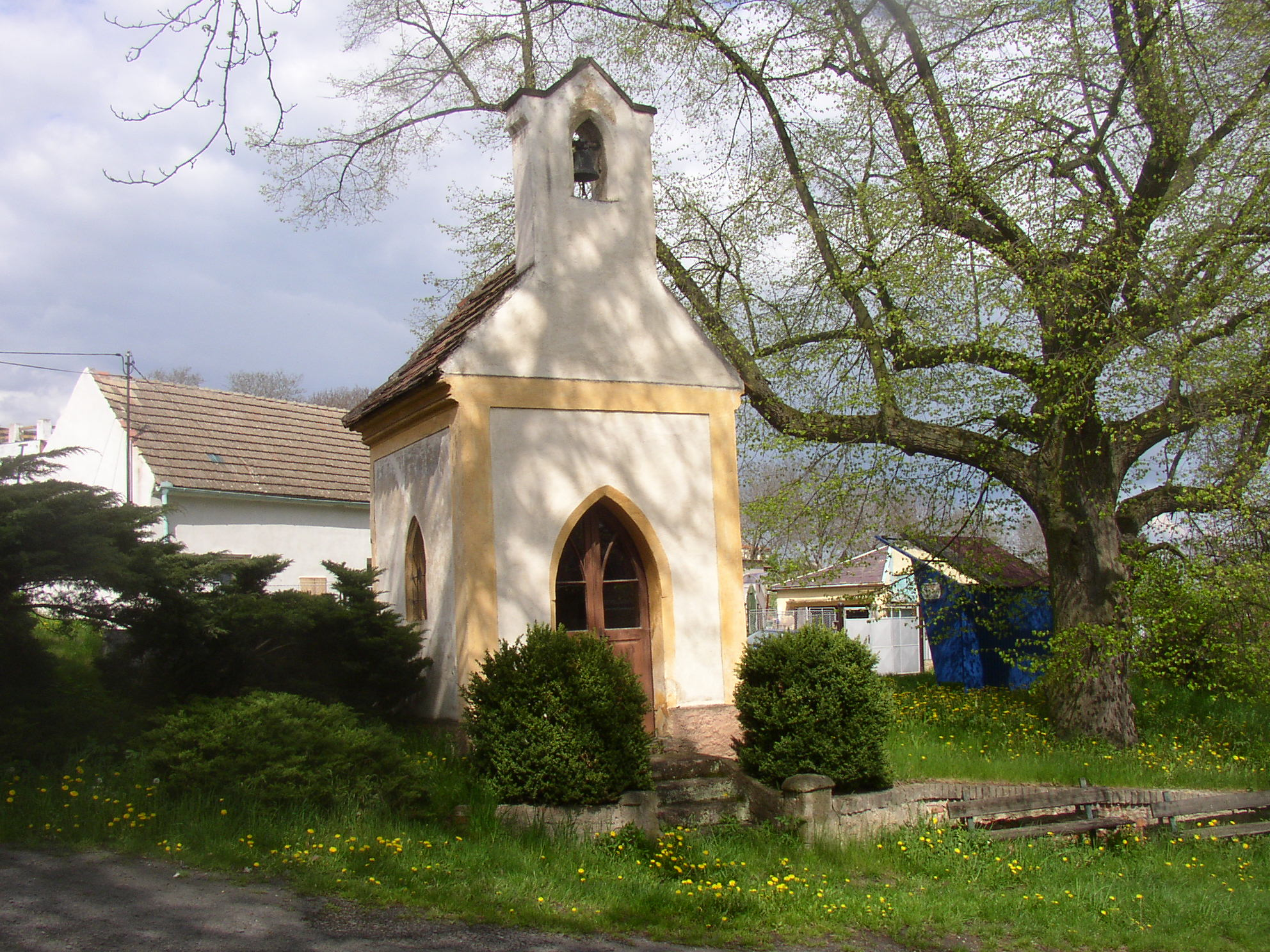
Kaplička na návsi